# 圣沙尔捷
圣沙尔捷（法語：Saint-Chartier，法語發音：[sɛ̃ ʃaʁtje]）是法国安德尔省的一个市镇，位于该省东南部，属于拉沙特尔区。

## 地理
圣沙尔捷（46°38'59"N, 1°58'38"E）面积27.52 平方千米，位于法国中央-卢瓦尔河谷大区安德尔省，该省份为法国中部省份，北起卢瓦-谢尔省，西北接安德尔-卢瓦尔省，西南接维埃纳省，南至克勒兹省和上维埃纳省，东临谢尔省。
与圣沙尔捷接壤的市镇（或旧市镇、城区）包括：拉贝特努、蒙蒂普雷、诺昂-维克、圣阿乌、伊涅赖河畔韦尔讷伊。

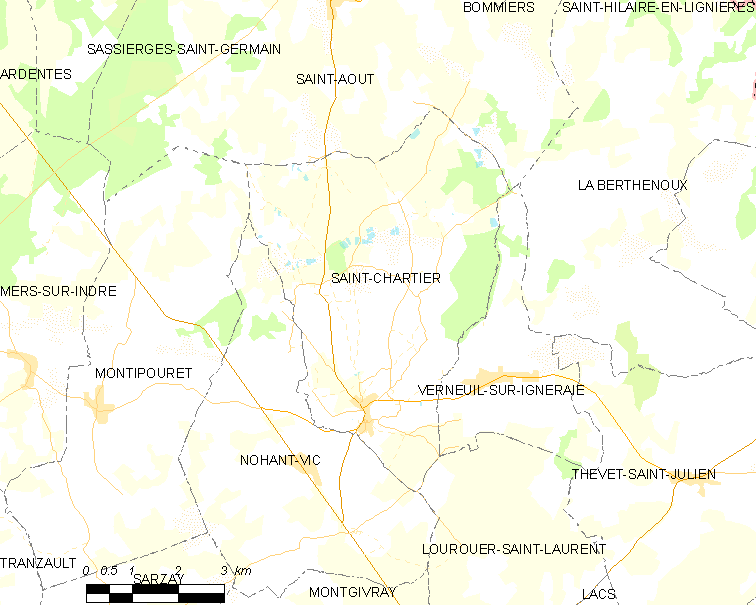
圣沙尔捷的OSM定位图

圣沙尔捷的时区为UTC+01:00、UTC+02:00（夏令时）。

## 行政
圣沙尔捷的邮政编码为36400，INSEE市镇编码为36184。

## 政治
圣沙尔捷所属的省级选区为拉沙特尔县。

## 人口

1962-2008年间圣沙尔捷人口变化图示

圣沙尔捷于2022年1月1日时的人口数量为465人。